# Rimska nekropola, Šempeter v Savinjski dolini

Rimska nekropola je antično arheološko najdišče, ki leži na vzhodnem robu današnjega naselja Šempeter v Savinjski dolini. Sodeč po ostankih sega grobišče v dolžino več kot kilometer vzdolž nekdanje rimske ceste med Emono in Celejo. V uporabi naj bi bilo od sredine 1. stoletja do 3. stoletja, ko ga je prizadela povodenj Savinje in se je delno zrušilo v strugo. Po tistem je nastalo novo grobišče severno od starega.
Odkriti grobovi so različnih tipov, od preprostih lukenj do umetelnih grobnic s podzidanimi temelji in marmornatimi plastikami v noriško-panonskem slogu, ki upodabljajo lastnike in razne mitološke prizore. V plasti tik pod njimi so odkrili še prazgodovinske grobove iz halštatskega obdobja, kar izpričuje dolgo zgodovino poselitve tega rodovitnega območja. Naselja, ki mu je pripadalo grobišče, še niso odkrili, prav tako ostajata neraziskana zahodni in vzhodni rob najdišča, ki ju prekrivata strnjeno naselje in regionalna cesta.
Že med izkopavanji je bila sprejeta odločitev, da bodo z ohranjenimi spomeniki uredili javno predstavitev. Nastal je arheološki park, muzej na prostem, ki se razprostira jugozahodno od cerkve sv. Petra na vzhodu Šempetra, obdan z živo mejo. V njem so predstavljene štiri rekonstruirane marmorne grobnice in različni kosi drugih grobov ter razni drugi arhitekturni elementi, pa tudi rekonstrukcije tlorisov nekaterih grobov in ostanki rimske ceste v dolžini 300 m. Celotno območje je od leta 2003 razglašeno za kulturni spomenik državnega pomena.

## Prezentirane grobnice
Glavni eksponat arheološkega parka so rekonstrukcije štirih večjih grobnic s spomeniki, ki nakazujejo na visok družbeni status pokopanih. Večina bolje ohranjenih spomenikov je stala blizu nekdanje struge Savinje, tako da so ob poplavi padle v reko in jih je prekril gramoz ter jih skril. Spektacijeva grobnica je postavljena in situ – na enakem mestu kot nekoč.
| Ime                   | Slika | Pokopani | Oblika                        | Datacija                   | Vir    |
| --------------------- | ----- | --- | ----------------------------- | -------------------------- | ------ |
| Vindonijeva grobnica  |       | Vindonij, edil (upravnik) v Celeji, in njegova žena Julija                                                                   | nagrobna ara (oltar)          | druga polovica 1. stoletja | [ 8 ]  |
| Spektacijeva grobnica |       | Gaj Spektacij Finit in njegov oče, Gaj Spektacij Priscijan, duovira (župana) v Celeji, ter Justa, žena Spektacija Priscijana | pročelno stebričasta grobnica | sredina 2. stoletja        | [ 9 ]  |
| Enijeva grobnica      |       | Kvint Enij Liberalis in Enija Opidana, njuna hči Kalendina ter tridesetletni sin                                             | pročelno stebričasta grobnica | 2. stoletje                | [ 10 ] |
| Sekundinova grobnica  |       | Gaj Spektacij Sekundin, njegova žena Tutorija Avita, sin Spektacij Cervij, nečak Rusticij Tutorij in sin Rusticij Albin      | edikula (kapelica)            | 3. stoletje                | [ 11 ] |